# Varchi (cognome)
Varchi è un cognome di lingua italiana.

## Varianti
Varcà, Varco.

## Origine e diffusione
Cognome tipicamente centro-settentrionale, è presente prevalentemente in Toscana e nelle Marche.
Potrebbe derivare dal toponimo Varco Sabino o dal termine "barca"; in quest'ultimo caso, sarebbe variante del cognome Barca.
La variante Varcà copre il medesimo areale.

## Persone
- Benedetto Varchi, umanista italiano